# Héricy
Héricy és un municipi francès, situat al departament de Sena i Marne i a la regió de Illa de França. L'any 2007 tenia 2.585 habitants.
Forma part del cantó de Fontainebleau, del districte de Fontainebleau i de la Comunitat d'aglomeració del Pays de Fontainebleau.

## Demografia

### Població
El 2007 la població de fet de Héricy era de 2.585 persones. Hi havia 977 famílies, de les quals 248 eren unipersonals (122 homes vivint sols i 126 dones vivint soles), 268 parelles sense fills, 383 parelles amb fills i 78 famílies monoparentals amb fills.
La població ha evolucionat segons el següent gràfic:
Habitants censats

### Habitatges
El 2007 hi havia 1.140 habitatges, 990 eren l'habitatge principal de la família, 97 eren segones residències i 53 estaven desocupats. 1.048 eren cases i 75 eren apartaments. Dels 990 habitatges principals, 794 estaven ocupats pels seus propietaris, 160 estaven llogats i ocupats pels llogaters i 36 estaven cedits a títol gratuït; 24 tenien una cambra, 69 en tenien dues, 135 en tenien tres, 221 en tenien quatre i 542 en tenien cinc o més. 762 habitatges disposaven pel capbaix d'una plaça de pàrquing. A 412 habitatges hi havia un automòbil i a 488 n'hi havia dos o més.

### Piràmide de població
La piràmide de població per edats i sexe el 2009 era:
| Homes | Edats   | Dones |
| ----- | ------- | ----- |
| 4     | 95 o +  | 4     |
| 0     | 90 a 94 | 40    |
| 8     | 85 a 89 | 60    |
| 16    | 80 a 84 | 44    |
| 36    | 75 a 79 | 40    |
| 40    | 70 a 74 | 56    |
| 48    | 65 a 69 | 64    |
| 68    | 60 a 64 | 60    |
| 56    | 55 a 59 | 56    |
| 120   | 50 a 54 | 84    |
| 84    | 45 a 49 | 92    |
| 100   | 40 a 44 | 100   |
| 92    | 35 a 39 | 116   |
| 68    | 30 a 34 | 76    |
| 68    | 25 a 29 | 64    |
| 52    | 20 a 24 | 52    |
| 80    | 15 a 19 | 116   |
| 104   | 10 a 14 | 92    |
| 104   | 5 a 9   | 88    |
| 44    | 0 a 4   | 60    |

## Economia
El 2007 la població en edat de treballar era de 1.669 persones, 1.224 eren actives i 445 eren inactives. De les 1.224 persones actives 1.140 estaven ocupades (598 homes i 542 dones) i 85 estaven aturades (34 homes i 51 dones). De les 445 persones inactives 132 estaven jubilades, 207 estaven estudiant i 106 estaven classificades com a «altres inactius».

### Ingressos
El 2009 a Héricy hi havia 1.006 unitats fiscals que integraven 2.575,5 persones, la mediana anual d'ingressos fiscals per persona era de 25.182 €.

### Activitats econòmiques
Dels 120 establiments que hi havia el 2007, 2 eren d'empreses alimentàries, 3 d'empreses de fabricació d'altres productes industrials, 21 d'empreses de construcció, 18 d'empreses de comerç i reparació d'automòbils, 6 d'empreses de transport, 4 d'empreses d'hostatgeria i restauració, 5 d'empreses d'informació i comunicació, 4 d'empreses financeres, 7 d'empreses immobiliàries, 26 d'empreses de serveis, 19 d'entitats de l'administració pública i 5 d'empreses classificades com a «altres activitats de serveis».
Dels 26 establiments de servei als particulars que hi havia el 2009, 1 era una oficina de correu, 1 autoescola, 2 paletes, 2 guixaires pintors, 1 fusteria, 5 lampisteries, 2 electricistes, 4 empreses de construcció, 2 perruqueries, 1 restaurant i 5 agències immobiliàries.
Dels 6 establiments comercials que hi havia el 2009, 1 era una botiga de més de 120 m², 2 fleques, 1 una peixateria i 2 floristeries.
L'any 2000 a Héricy hi havia 4 explotacions agrícoles que ocupaven un total de 768 hectàrees.

## Equipaments sanitaris i escolars
L'únic equipament sanitari que hi havia el 2009 era una farmàcia.
El 2009 hi havia 1 escola maternal i 1 escola elemental.

## Poblacions més properes
El següent diagrama mostra les poblacions més properes.